# So Emotional
«So Emotional» — песня, исполненная американской певицей Уитни Хьюстон. 6-й её хит, возглавивший американский чарт Billboard Hot 100 (1 неделя на № 1). Песню написали Билли Стейнберг и Том Келли, причём последний уже был знаменитым автором многих хитов № 1, таких как «Like a Virgin» (Мадонна), «True Colors» (Синди Лопер), «Alone» (Heart), и «Eternal Flame» (The Bangles). Больше чем у Хьюстон подряд хитов (6 на тот момент) было только у групп The Beatles и Bee Gees (по 7 подряд № 1 у каждой). Сингл стал 6-м по итогам года в США.

## Список композиций
| №  | Название       | Автор(ы)                   | Длительность |
| -- | -------------- | -------------------------- | ------------ |
| 1. | «So Emotional» | Том Келли, Билли Стейнберг | 3:46         |

| №  | Название              | Автор(ы)                                                                | Длительность |
| -- | --------------------- | ----------------------------------------------------------------------- | ------------ |
| 2. | «For the Love of You» | Крис Джаспер, Марвин Айзли, О’Келли Айзли, Рональд Айзли, Рудольф Айзли | 5:29         |

| №  | Название                      | Автор(ы)                                                                | Длительность |
| -- | ----------------------------- | ----------------------------------------------------------------------- | ------------ |
| 1. | «So Emotional» (Edited Remix) | Том Келли, Билли Стейнберг                                              | 4:24         |
| 2. | «For the Love of You»         | Крис Джаспер, Марвин Айзли, О’Келли Айзли, Рональд Айзли, Рудольф Айзли | 4:32         |

| №  | Название                              | Автор(ы)                                                                | Длительность |
| -- | ------------------------------------- | ----------------------------------------------------------------------- | ------------ |
| 1. | «So Emotional» (Edited Remix)         | Том Келли, Билли Стейнберг                                              | 7:51         |
| 2. | «Didn’t We Almost Have It All» (Live) | Майкл Массер, Уилл Дженнингс                                            | 6:28         |
| 3. | «For the Love of You»                 | Крис Джаспер, Марвин Айзли, О’Келли Айзли, Рональд Айзли, Рудольф Айзли | 4:32         |

## Позиции в хит-парадах и сертификации

### Еженедельные чарты
| Хит-парад (1987—1988)                    | Высшая позиция |
| ---------------------------------------- | -------------- |
| Австралия (Kent Music Report)            | 26             |
| Бельгия/Фландрия (Ultratop 50)           | 18             |
| Великобритания (UK Singles Chart)        | 5              |
| Ирландия (IRMA)                          | 3              |
| Испания (PROMUSICAE)                     | 15             |
| Италия (Musica e dischi)                 | 25             |
| Канада (RPM Top Singles)                 | 9              |
| Канада (The Record)                      | 12             |
| Нидерланды (Dutch Top 40)                | 23             |
| Нидерланды (Single Top 100)              | 18             |
| Новая Зеландия (Recorded Music NZ)       | 47             |
| Польша (LP3)                             | 11             |
| США (Billboard Hot 100)                  | 1              |
| США (Billboard Hot R&B/Hip-Hop Songs)    | 5              |
| США (Billboard Adult Contemporary)       | 8              |
| США (Billboard Dance Club Songs) · Remix | 1              |
| США (Cashbox Top 100)                    | 4              |
| Франция (SNEP)                           | 21             |
| Швейцария (Schweizer Hitparade)          | 30             |
| ЮАР (Springbok)                          | 20             |

### Годовые чарты
| Хит-парад (1988)                                      | Позиция |
| ----------------------------------------------------- | ------- |
| США (Billboard Top Black Singles)                     | 46      |
| США (Billboard Top Dance Club-Play Singles) Remix     | 4       |
| США (Billboard Top Dance Sales 12-inch Singles) Remix | 37      |
| США (Billboard Top Hot Crossover Singles)             | 12      |
| США (Billboard Top Pop Singles)                       | 6       |

### Сертификации
| Регион                                                                      | Сертификация | Продажи   |
| --------------------------------------------------------------------------- | ------------ | --------- |
| США (RIAA)                                                                  | Платиновый   | 1 000 000 |
| Данные о продажах + прослушиваниях приведены только на основе сертификации. |              |           |